# At-Tin
At-Tin (Il Fico) è la novantacinquesima Sura del Corano, una sura meccana composta da 8 versetti. Questa sura tratta principalmente del destino dell'essere umano e dell'importanza della gratitudine verso Allah.

## Contenuto
- Il Giuramento Divino sul Fico e sull'Ulivo: La sura si apre con un giuramento divino sul fico e sull'ulivo, simboli della bontà e delle benedizioni di Allah.
- La Creazione dell'Uomo nel Miglior Modo: Allah ricorda agli esseri umani che li ha creati nella miglior forma possibile.
- La Decadenza dell'Uomo: Nonostante la nobiltà della creazione umana, molti esseri umani scendono al livello più basso dell'esistenza, eccetto coloro che credono e compiono le opere giuste.
- La Promessa di Ricompense e Punizioni: Allah promette ricompense per coloro che credono e compiono il bene, e punizioni per coloro che rifiutano la fede e compiono il male.

## Analisi
La Sura At-Tin è significativa perché sottolinea la nobiltà della creazione umana e l'importanza della gratitudine verso Allah per le sue benedizioni e le sue misericordie. La sura richiama gli esseri umani alla responsabilità individuale di seguire la retta via e compiere le opere giuste, promettendo ricompense per coloro che credono e compiono il bene, e punizioni per coloro che rifiutano la fede e compiono il male. Inoltre, essa invita alla riflessione sul destino umano e sulla necessità di vivere una vita di fede e virtù.